# Jongens van plein
Jongens van plein is een lied van de Nederlandse rapper Lil' Kleine in samenwerking met rapper JoeyAK. Het werd in 2022 als single uitgebracht en stond in hetzelfde jaar als derde track op het album Ibiza Stories van Lil' Kleine.

## Achtergrond
Jongens van plein is geschreven door Jorik Scholten, Joèl Hoop en Julien Willemsen en geproduceerd door $hirak. Het is een nummer uit het genre nederhop. Het lied gaat over het verkopen van drugs, in het bijzonder cocaïne en criminaliteit in het algemeen. Het is de eerste single van het succesalbum Ibiza Stories. Het nummer leek een grote hit te worden, maar het werd niet meer op de radio gedraaid en minder gestreamd nadat Lil' Kleine was opgepakt wegens verdenking op mishandeling. Het is de tweede hitsingle waarin de rappers samen te horen zijn, na Geen hype. Van het album was ook nog een andere single van beide rappers samen een kleine hit; Schaap & Citroen. De single heeft in Nederland de gouden status.

## Hitnoteringen
Het lied stond genoteerd in Nederlandse hitlijsten. Het piekte op de tweede plaats in de Single Top 100 en was in totaal acht weken in deze lijst te vinden. Er was geen notering in de Top 40, maar het kwam tot de twaalfde plaats van de Tipparade.